# Henlade
Henlade – osada w Anglii, w hrabstwie Somerset, w dystrykcie (unitary authority) Somerset, w civil parish Ruishton. Leży 4 km od miasta Taunton. W 1870-72 osada liczyła 116 mieszkańców.